# Fallet Alfie
Fallet Alfie (engelska: Alfie) är en brittisk långfilm från 1966, i regi av Lewis Gilbert och med Michael Caine, Shelley Winters, Millicent Martin och Julia Foster i rollerna.
1999 placerade British Film Institute filmen på 33:e plats på sin lista över de 100 bästa brittiska filmerna genom tiderna. 

## Handling
Arbetarklassgrabben Alfie är den perfekte kvinnokarlen. Snygg, stilig, ständigt populär bland tjejerna och blir aldrig förälskad. Men när hans syndiga leverne når ikapp honom är alla flyktvägar redan blockerade.

## Om filmen
Flera kända brittiska skådespelare, bland annat Anthony Newley avstod från att spela huvudrollen på grund av den abort som genomförs i filmen. [källa behövs]

## Rollista (i urval)
- Michael Caine - Alfie Elkins
- Shelley Winters - Ruby
- Millicent Martin - Siddie
- Julia Foster - Gilda
- Jane Asher - Annie
- Shirley Anne Field - Carla
- Vivien Merchant - Lily
- Eleanor Bron - Doktorn
- Denholm Elliott - Abortläkaren
- Alfie Bass - Harry Clamacraft
- Graham Stark - Humphrey
- Murray Melvin - Nat
- Sydney Tafler - Frank